# Psectrocladius octomaculatus
Psectrocladius octomaculatus is een muggensoort uit de familie van de dansmuggen (Chironomidae). De wetenschappelijke naam van de soort is voor het eerst geldig gepubliceerd in 1956 door Wülker.